# José Leandro da Silva e Sousa
José Leandro da Silva e Sousa (Coimbra, 27 de fevereiro de 1781 - Caldas da Rainha, 10 de junho de 1834) foi magistrado judicial que, entre outras funções, foi presidente do Tribunal da Relação dos Açores e conselheiro e vice-presidente do Supremo Tribunal de Justiça.

## Vida
José Leandro nasceu em Coimbra em 27 de fevereiro de 1781, filho de Camilo José da Silva Nunes e Teresa Inácia de Sousa. Foi juiz de fora na Flores em (1807); ouvidor em Cabo Verde em (1811); desembargador do Tribunal da Relação da Baía em (1819); com ação no Maranhão; desembargador do Tribunal da Relação do Porto em (1824); membro da Junta de Justiça da Terceira em (1832);  presidente do Tribunal da Relação dos Açores em (1833); membro do Supremo Tribunal de Justiça; membro do Conselho de Sua Majestade Fidelíssima; cavaleiro da Ordem de Cristo e fidalgo de cota de armas por mercê de Pedro IV (r. 1826) concedida por carta de 19 de julho de 1834. Faleceu nas Caldas da Rainha, a 10 de junho de 1834.